# 2015年の朝鮮民主主義人民共和国
2015年の朝鮮民主主義人民共和国 （2015ねんのちょうせんみんしゅしゅぎじんみんきょうわこく、朝鮮語: 2015년 조선민주주의인민공화국）では、2015年（主体104年）の朝鮮民主主義人民共和国（北朝鮮）に関する出来事について記述する。

## 最高指導者等
- 最高指導者
  - 第3代: 金正恩（2011年12月17日 - ）
- 最高人民会議常任委員会委員長
  - 第3代: 金永南（1998年9月5日 - 2019年4月11日）
- 首相
  - 第5代: 朴奉珠（2013年4月1日 - 2019年4月11日）

## できごと

### 8月
- 8月15日 - 朝鮮民主主義人民共和国の標準時として平壌時間（UTC+8:30）を採用。従来の韓国標準時（UTC+9:00）より30分遅れる。